# ISO 3166-2:IL
ISO 3166-2:HT – kody ISO 3166-2 dla podjednostek administracyjnych Izraela.
Kody ISO 3166-2 to część standardu ISO 3166 publikowanego przez Międzynarodową Organizację Normalizacyjną. Kody te są przypisywane głównym jednostkom podziału administracyjnego, takim jak np. województwa czy stany, każdego kraju posiadającego kod w standardzie ISO 3166-1. 
Aktualnie (2020) dla Izraela zdefiniowano kody dla sześciu dystryktów. 
Pierwsza część oznaczenia to kod Izraela zgodnie z ISO 3166-1, natomiast druga część oznaczenia znajdująca się po myślniku to jedno lub dwuliterowy kod jednostki administracyjnej. 

## Kody ISO
| Kod ISO | Nazwa jednostki administracyjnej | Nazwa jednostki administracyjnej w języku hebrajskim | Nazwa jednostki administracyjnej w języku hebrajskim | Nazwa jednostki administracyjnej w języku arabskim | Nazwa jednostki administracyjnej w języku arabskim | Nazwa jednostki administracyjnej w języku arabskim | Rodzaj jednostki administracyjnej |
| ------- | -------------------------------- | ---------------------------------------------------- | ---------------------------------------------------- | -------------------------------------------------- | -------------------------------------------------- | -------------------------------------------------- | --------------------------------- |
| IL-D    | Dystrykt Południowy              | HaDarom                                              | מחוז הדרום                                           | Al Janūbī                                          | El Janūbī                                          | لواء الجنوب                                        | dystrykt                          |
| IL-M    | Dystrykt Centralny               | HaMerkaz                                             | מָחוֹז הַמֶרְכָּז                                           | Al Awsaţ                                           | El Awsaṭ                                           | المنطقة الوسطى                                     | dystrykt                          |
| IL-Z    | Dystrykt Północny                | HaTsafon                                             | מחוז הצפון                                           | Ash Shamālī                                        | Esh Shamālī                                        | منطقة الشمال                                       | dystrykt                          |
| IL-HA   | Hajfa                            | H̱efa                                                 | מחוז חיפה                                            | Ḩayfā                                              | Ḥeifa                                              | منطقة حيفا                                         | dystrykt                          |
| IL-JM   | Jerozolima                       | Yerushalayim                                         | מָחוֹז תֵּל אָבִיב                                         | Al Quds                                            | El Quds                                            | منطقة القدس                                        | dystrykt                          |
| IL-TA   | Tel Awiw                         | Tel Awiw                                             | מָחוֹז תֵּל אָבִיב                                         | Tall Abīb                                          | Tell Abīb                                          | منطقة تل أبيب                                      | dystrykt                          |